# Narcissus nevadensis
El Narcís de Sierra Nevada (Narcissus nevadensis) és una espècie botànica que pertany a la família de les amaril·lidàcies.

## Descripció
Narcissus nevadensis té fins a quatre flors en una inflorescència. Les flors s'inclinen en una llarga tija erecta de 28 centímetres d'altura. La corona principal està endavant i és blanquinosa amb una línia central groga, en forma de trompeta, però, és estreta i gairebé de forma cilíndrica.

## Hàbitat
És una planta d'àrees humides i entollades, endèmica de les Serralades Bètiques, que creix sobre sòls calcaris, en prades de joncs o herbassars. Entre 1.400 i 1.950 msnm en el pis supramediterrani. Floreix entre març i abril. És una espècie en seriós perill d'extinció.

## Subespècies deNarcissus nevadensis
- Narcissus nevadensis Pugsley
  - Narcissus nevadensis subsp. nevadensis. Endèmica de Sierra Nevada, la Serra de Baza i la Serra de Los Filabres d'Almeria. Es coneixen quatre poblacions entre les quals es distribueixen aproximadament uns 24.000 individus. Aquesta subespècie està qualificada com en perill d'extinció per la UICN.[1]

- - Narcissus nevadensis subsp. enemeritoi. Subespècie endèmica del nord de la Regió de Múrcia, on es pot trobar una minsa i decreixent població del voltant de 120 exemplars a la Serra de Villafuerte a Moratalla. Per aquesta raó es troba en la llista vermella en perill crític d'extinció.[2][3]

## Taxonomia
Narcissus abscissus va ser descrita per Herbert William Pugsley i publicat a Journal of the Royal Horticultural Society 1933, lviii. 62.
Etimologia
Narcissus nom genèric que fa referència del jove narcisista de la mitologia grega Νάρκισσος (Narkissos) fill del déu riu Cefís i de la nimfa Liríope; que es distingia per la seva bellesa.
El nom deriva de la paraula grega: ναρκὰο, narkào (= narcòtic) i es refereix a l'olor penetrant i embriagant de les flors d'algunes espècies (alguns sostenen que la paraula deriva de la paraula persa نرگس i que es pronuncia Nargis, que indica que aquesta planta és embriagadora).
nevadensis: epítet geogràfic que al·ludeix a la seva localització a Sierra Nevada.
Sinonímia
- Narcissus pseudonarcissus subsp. nevadensis (Pugsley) A.Fern.[5]